# كاسترينيانو دل كابو
كاسترينيانو دل كابو (بالإيطالية: Castrignano del Capo)‏ هي بلدة وبلدية في مقاطعة ليتشي في إقليم بوليا في جنوب إيطاليا.

## السكان
في سنة 1861 بلغ عدد السكان 2٬768 نسمة، وتطور العدد ليصل في سنة 2011 لـ 5٬334 نسمة.
يظهر هذا المخطط البياني تطور النمو السكاني لـ كاسترينيانو دل كابو